# Pompignac
Pompignac  egy francia település Gironde megyében az Aquitania régióban. Lakosainak száma 3485 fő (2022. január 1.).

## Adminisztráció
Polgármesterek:
- 1995–2008 Denis Elissalde
- 2008–2020 Denis Lopez

## Demográfia
| Lakosok száma | 749  | 1640 | 2355 | 2541 | 2838 | 2895 | 2980 | 3170 | 3301 | 3485 |
|               | 1968 | 1982 | 1990 | 2006 | 2013 | 2015 | 2017 | 2019 | 2020 | 2022 |

## Testvérvárosok
Spanyolország Lerín   2004-től